# 本田良介
本田 良介（ほんだ りょうすけ、1991年4月6日 - ）は、日本の男性総合格闘家。福岡県糸島市出身。タイガームエタイ所属。DEEPフライ級グランプリ2023準優勝。

## 来歴

### DEEP
2022年8月21日、DEEP 109 IMPACTのDEEPフライ級グランプリ1回戦で元DEEPストロー級王者の越智晴雄と対戦し、4-1の判定勝ちを収め2回戦に進出した。
2022年12月11日、DEEP 111 IMPACTのDEEPフライ級グランプリ2回戦で第2代GRACHANフライ級王者で初代GRANDフライ級王者の松場貴志と対戦し、5-0の判定勝ちを収め準決勝に進出した。
2023年2月11日、DEEP 112 IMPACTのDEEPフライ級グランプリ準決勝で初代THE OUTSIDER50-55kg級王者の伊藤裕樹と対戦し、5-0の判定勝ちを収め決勝に進出した。
2023年5月7日、DEEP 113 IMPACTのDEEPフライ級グランプリ決勝及びDEEPフライ級暫定王者決定戦で第7代修斗世界フライ級王者の福田龍彌と対戦し、0-5の判定負けを喫しグランプリ準優勝となった。その後、MMA Rangers Gymと日本を離れタイへ渡航、タイガームエタイに移籍した。

### ONE
2023年12月1日、タイガームエタイ移籍後の初戦にしてONE初参戦となったONE Friday Fights 43でデイブ・バンギギとストロー級で対戦し、判定3-0の判定勝ちを収めた。

## 戦績
| 総合格闘技 戦績 | 総合格闘技 戦績 | 総合格闘技 戦績 | 総合格闘技 戦績 | 総合格闘技 戦績 | 総合格闘技 戦績 | 総合格闘技 戦績 |
| --------------- | --------------- | --------------- | --------------- | --------------- | --------------- | --------------- |
| 22 試合         | (T)KO           | 一本            | 判定            | その他          | 引き分け        | 無効試合        |
| 14 勝           | 2               | 3               | 9               | 0               | 1               | 0               |
| 7 敗            | 1               | 0               | 5               | 1               | 1               | 0               |

| 勝敗 | 対戦相手                | 試合結果                       | 大会名                                                                     | 開催年月日     |
| ○    | 力也                    | 1R 4:51 リアネイキッドチョーク | DEEP 126 IMPACT                                                            | 2025年8月17日  |
| ×    | KENTA                   | 5分3R終了 判定0-3              | DEEP 124 IMPACT                                                            | 2025年3月15日  |
| ×    | 関原翔                  | 1R 5:00（失格）                | DEEP 123 IMPACT                                                            | 2024年12月8日  |
| ×    | トレプチ・ドガク        | 5分3R終了 判定0-3              | ONE Friday Fights 75                                                       | 2024年8月16日  |
| ○    | 野田遼介                | 5分3R終了 判定3-0              | ONE Friday Fights 65                                                       | 2024年5月31日  |
| ×    | サンジャル・ザキロフ    | 2R 3:35 TKO                    | ONE Friday Fights 54                                                       | 2024年3月8日   |
| ○    | デイブ・バンギギ        | 5分3R終了 判定3-0              | ONE Friday Fights 43                                                       | 2023年12月1日  |
| ×    | 福田龍彌                | 5分3R終了 判定0-5              | DEEP 113 IMPACT 【DEEPフライ級グランプリ決勝/DEEPフライ級暫定王者決定戦】  | 2023年5月7日   |
| ○    | 伊藤裕樹                | 5分3R終了 判定5-0              | DEEP 112 IMPACT 【DEEPフライ級グランプリ準決勝】                           | 2023年2月11日  |
| ○    | 松場貴志                | 5分3R終了 判定5-0              | DEEP 111 IMPACT 【DEEPフライ級グランプリ2回戦】                            | 2022年12月11日 |
| ○    | 越智晴雄                | 5分3R終了 判定4-1              | DEEP 109 IMPACT 【DEEPフライ級グランプリ1回戦】                            | 2022年8月21日  |
| ×    | 杉山廣平                | 5分2R終了 判定0-3              | DEEP 108 IMPACT                                                            | 2022年7月10日  |
| ○    | 駒杵嵩大                | 2R 3:27 TKO                    | DEEP 105 IMPACT                                                            | 2021年12月12日 |
| ○    | 加藤瑠偉                | 5分2R終了 判定3-0              | DEEP TOKYO IMPACT 2021                                                     | 2021年3月13日  |
| ○    | 小巻洋平                | 1R 4:51 スリーパーホールド     | 修斗 PROFESSIONAL SHOOTO 2020 Vol.4 in OSAKA                               | 2020年7月12日  |
| ○    | 黒澤亮平                | 5分3R終了 判定2-1              | 修斗 SHOOTO 30th ANNIVERSARY TOUR 第7戦                                    | 2019年9月22日  |
| ○    | 安芸柊斗                | 2R 3:32 スリーパーホールド     | 修斗 プロフェッショナル修斗公式戦福岡大会                                  | 2019年6月16日  |
| ×    | 猿丸ジュンジ            | 2R 0:17 テクニカル判定0-3      | 修斗 プロフェッショナル修斗後楽園ホール大会                                | 2018年11月17日 |
| ○    | 木内 SKINNY ZOMBIE 崇雅 | 5分2R終了 判定2-0              | 修斗 プロフェッショナル修斗後楽園ホール大会                                | 2018年7月15日  |
| ○    | MC たわし               | 5分2R終了 判定3-0              | 修斗 インフィニティリーグ2017優勝決定戦 【新人王決定トーナメント2017決勝】 | 2017年12月17日 |
| ○    | 堀川 55 滉介            | 1R 4:24 KO                     | 修斗 プロフェッショナル修斗公式戦                                          | 2017年9月10日  |
| △    | 関口祐冬                | 5分2R終了 判定0-0              | 修斗 プロフェッショナル修斗公式戦後楽園ホール大会                          | 2017年5月12日  |

## 獲得タイトル
- 修斗2017年フライ級新人王
- DEEPフライ級グランプリ 準優勝（2023年）